# Huayangosaurus
Huayangosaurus („ještěr z Huayangu/provincie S’-čchuan“) s je rod stegosaurovitých dinosaurů z období střední jury Číny. Název je odvozen od slova „Huayang”, což je alternativní název provincie S’-čchuan (místo, kde byly objeveny jeho kosterní pozůstatky) a slova saurus, znamenajícího ještěr.

## Popis

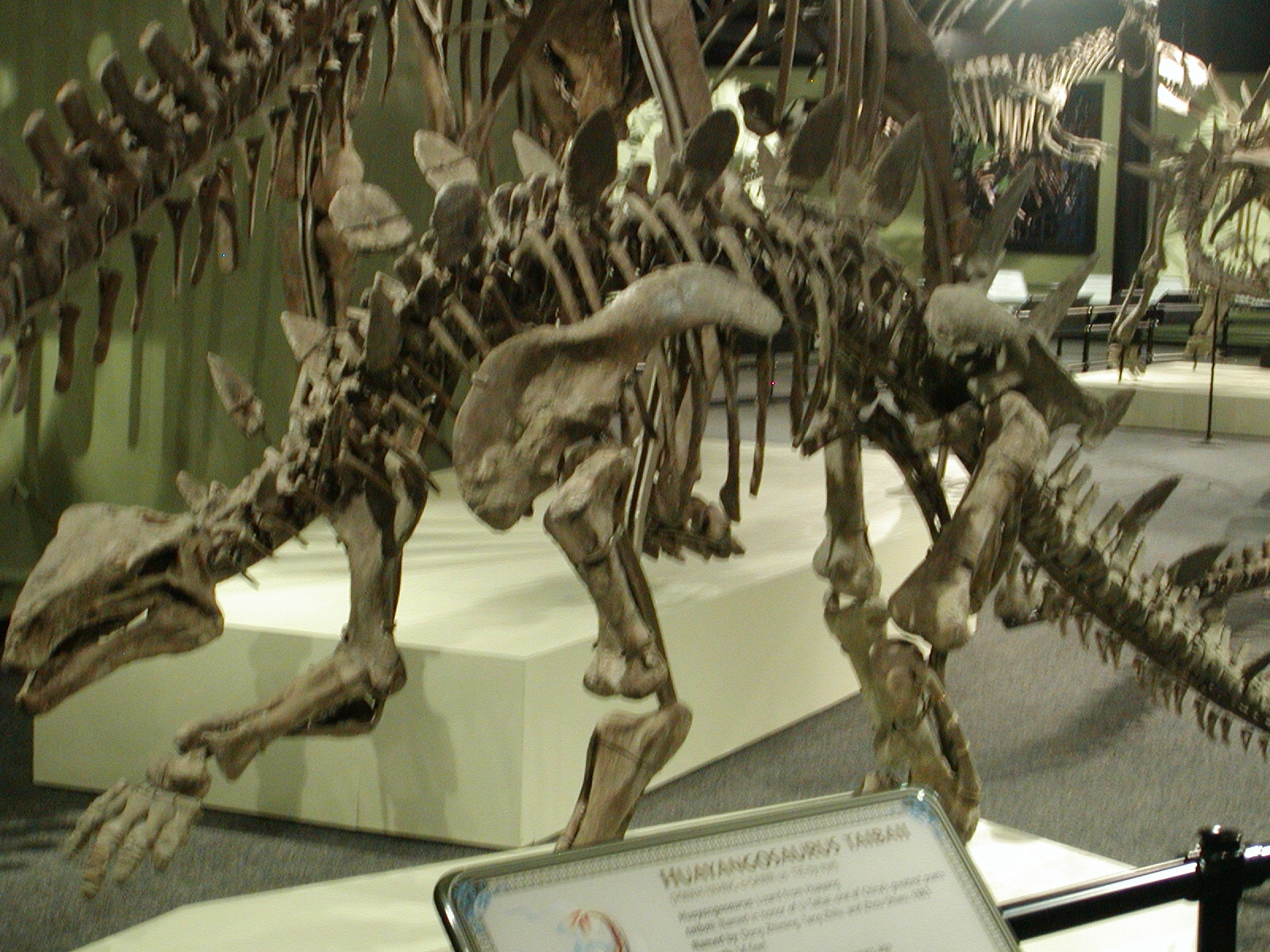
Kostra druhu Huayangosaurus taibaii

Stejně jako ostatní stegosaurovití jsou huayangosauři býložraví čtyřnožci s malou lebkou a ostnatým ocasem. Jako jeho slavnější příbuzný - stegosaurus, je i tento druh vybaven výraznou dvojitou řadou plátů, charakteristikou pro všechny stegosaurovité, avšak huayangosaurovy pláty jsou mnohem špičatější než stegosaurovy.
Huayangosaurus byl jeden z nejmenších známých stegosaurů - byl dlouhý jen kolem 4 až 4,5 metru a dosahoval hmotnosti asi 500 kg.

## Objev a druhy
Huayangosaurus byl objeven v tašanpchuském lomu nedaleko C’-kungu v S’-čchuanu a byl pojmenován Tungem, Tchangem a Čouem v roce 1982. Fosilie byly objeveny v sedimentech souvrství Ša-si-miao.

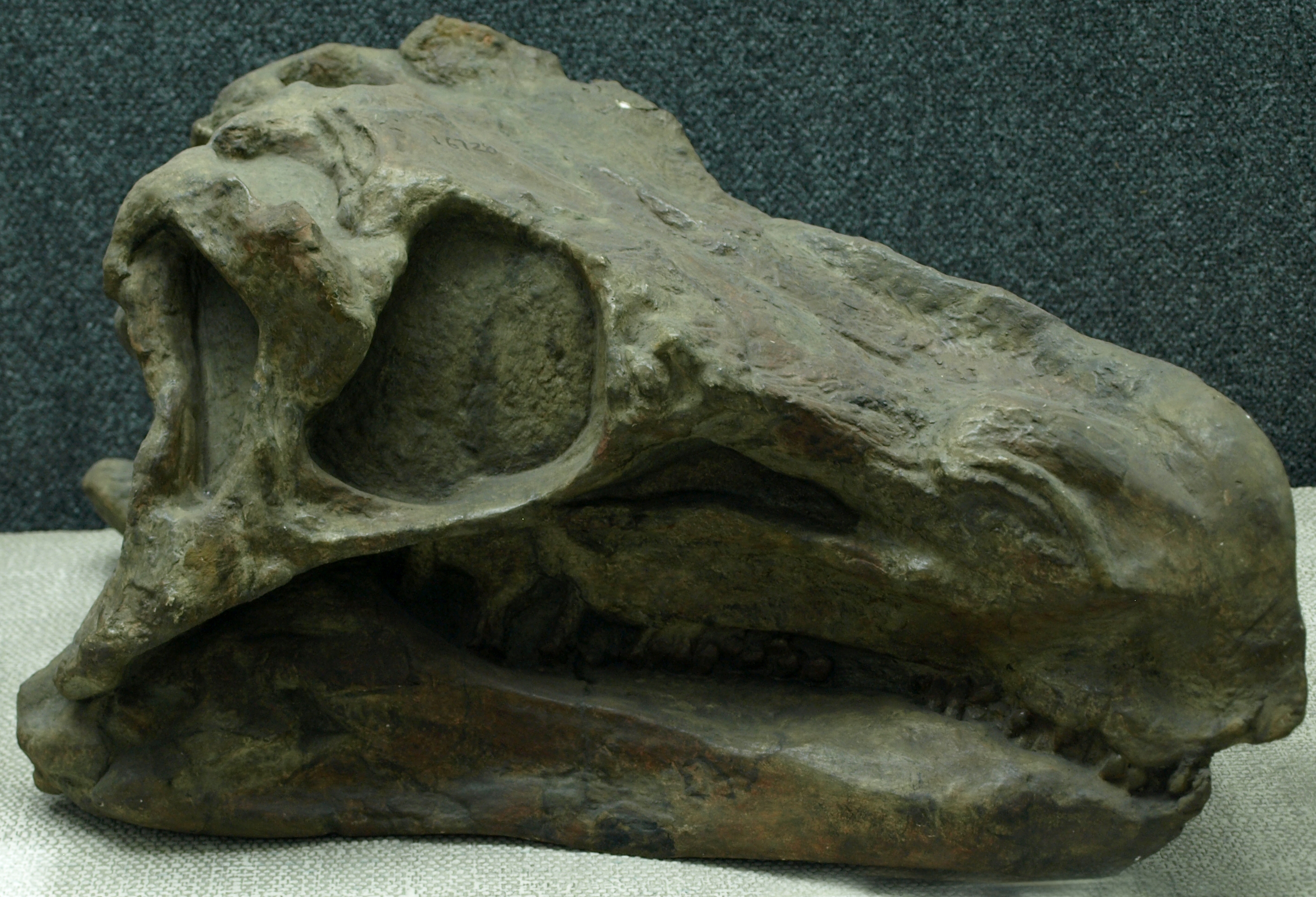
Lebka huayangosaura

### Česká literatura
- SOCHA, Vladimír (2021). Dinosauři – rekordy a zajímavosti. Nakladatelství Kazda, Brno. ISBN 978-80-7670-033-8 (str. 161)